# Louise Otto-Peters

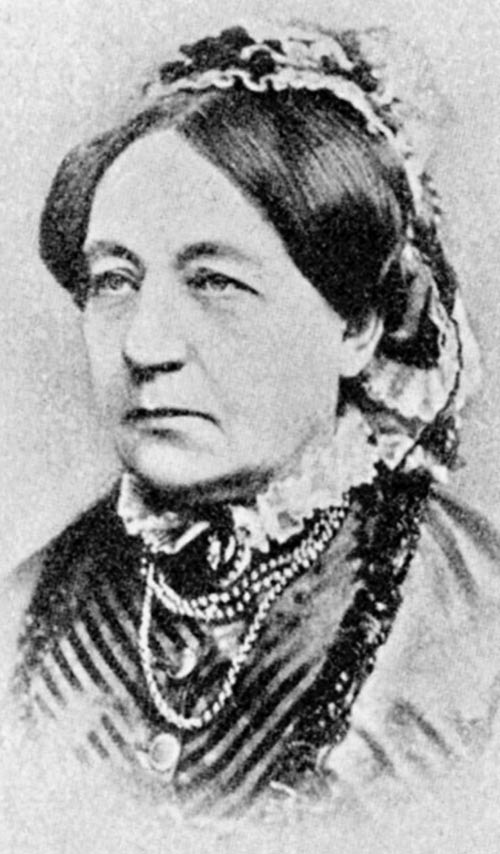
Louise Otto-Peters

Louise Otto-Peters (auch Luise Otto-Peters, Pseudonyme Otto Stern, Malvine von Steinau; * 26. März 1819 in Meißen; † 13. März 1895 in Leipzig) war eine sozialkritische Schriftstellerin, Demokratin und eine Mitbegründerin der bürgerlichen deutschen Frauenbewegung.

## Leben und Wirken

### Herkunft und Jugend

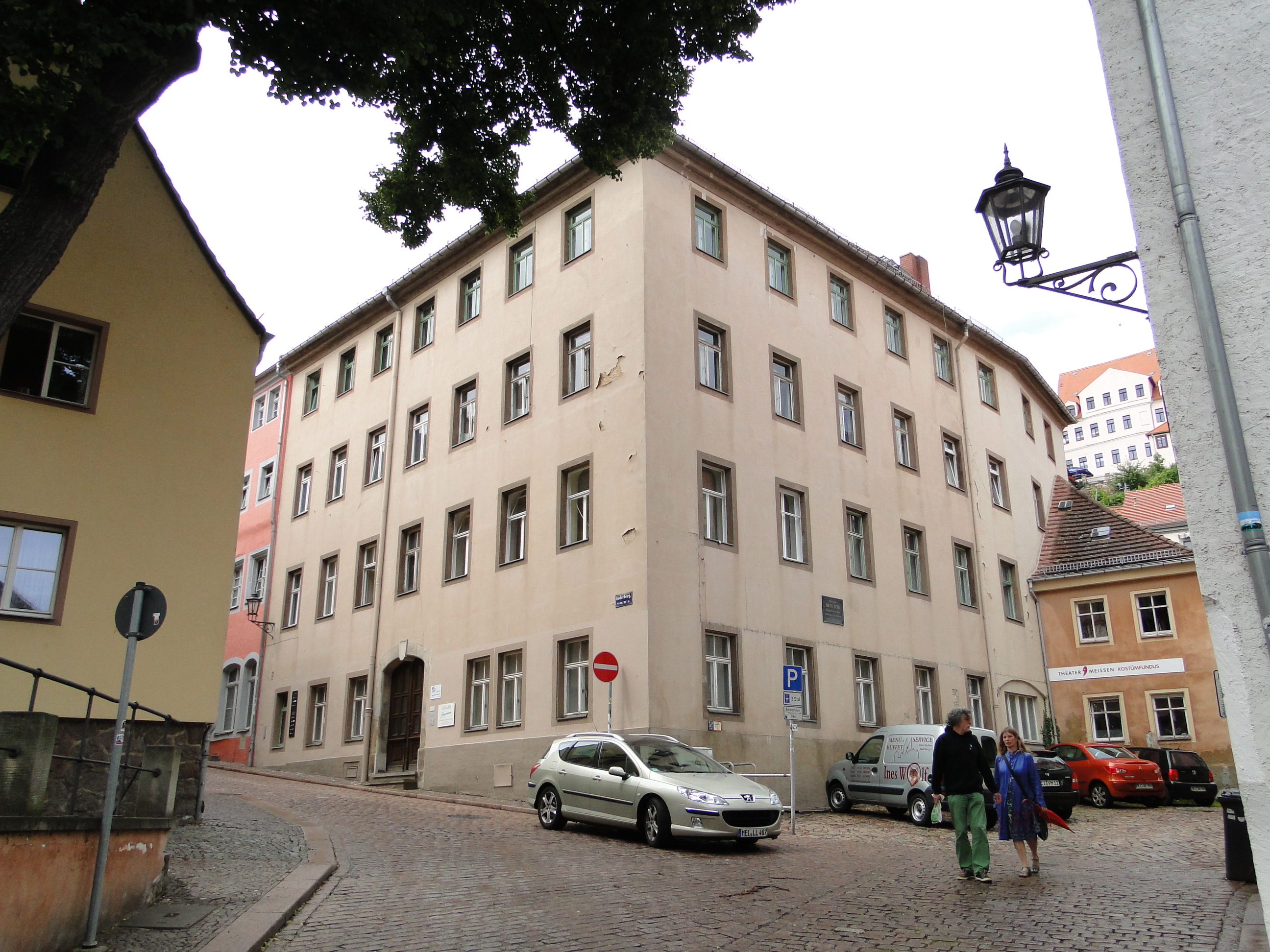
Geburtshaus von Louise Otto-Peters in Meißen

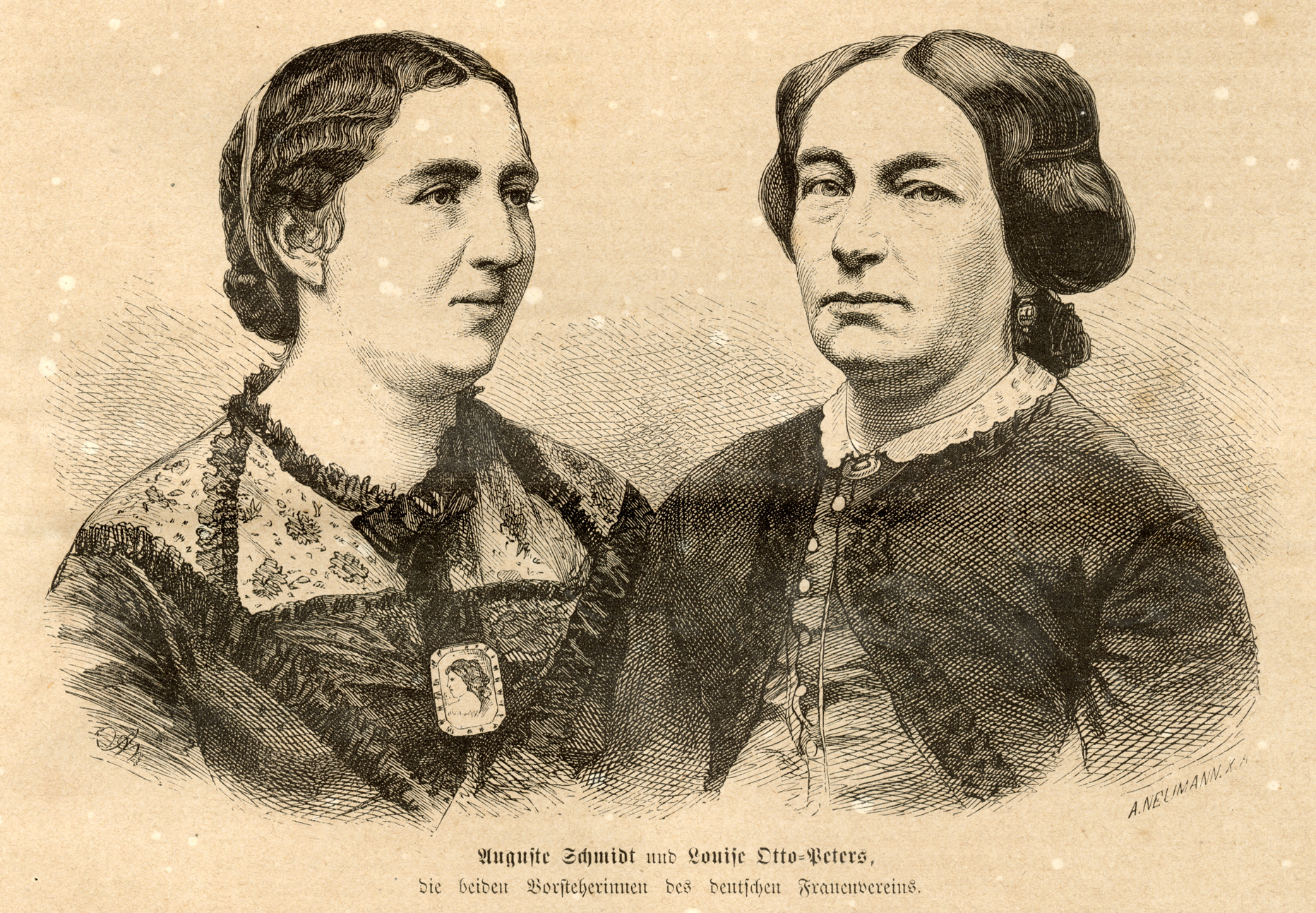
Auguste Schmidt und Louise Otto-Peters, Die Gartenlaube, 1871

Louise Otto war die jüngste der vier Töchter des Gerichtsdirektors und Senators Fürchtegott Wilhelm Otto (1776–1835) und seiner Ehefrau Charlotte Otto, geborene Matthäi (1781–1835). Sie wuchs im bürgerlich wohlhabenden Haushalt der Eltern in Meißen (dem heute denkmalgeschützten Wohnhaus Baderberg 2) auf. Nach ihrer Konfirmation 1834 war ihr keine weitere schulische Bildung mehr möglich. Ihre älteste Schwester und der einzige Bruder starben früh, die Eltern erlagen 1835 im Abstand von wenigen Monaten einer Lungenentzündung; somit wurde Louise Otto mit 16 Jahren Vollwaise. Zunächst blieb sie unter der Betreuung einer Tante mit ihren beiden älteren Schwestern im elterlichen Haus wohnen. Ihren Lebensunterhalt bestritt sie vor allem aus der Erbschaft und ihren schriftstellerischen, später eher publizistischen Tätigkeiten. 1840 verlobte sie sich mit Gustav Müller, der im folgenden Jahr starb.

### Publizistische Tätigkeiten
Als junge Frau hatte Louise Otto in Oederan die bedrückenden Lebensverhältnisse der Arbeiterfamilien in dem aufblühenden Industriestädtchen kennengelernt. Als sie darüber ein Gedicht „Die Klöpplerinnen“ im Oederaner Stadtanzeiger veröffentlichte, löste sie große Empörung aus.
1842 erschien ihr erster Roman Ludwig der Kellner, im selben Jahr veröffentlichte sie einen Leserbrief in den Sächsischen Vaterlandsblättern. Hierin erklärte sie: „Die Teilnahme der Frauen an den Interessen des Staates ist nicht nur ein Recht, sondern auch eine Pflicht.“ Damit unterstützte sie den Politiker und Herausgeber dieses Blattes Robert Blum, der die Frage nach der derzeitigen politischen Stellung von Frauen aufgeworfen hatte. Ihr zweiter Roman Kathinka erschien 1844, in dem sie sich, genau wie im ersten, sehr an den Anschauungen der französischen Schriftstellerin George Sand orientierte. 
1845 unternahm Louise Otto eine Bildungsreise durch Thüringen. 
Das Erlebnis der blutigen Niederschlagung eines Aufstandes während dieser Reise wurde zur Initialzündung, sich für die Rechte und für die Unterstützung der Arbeiter, aber auch ihrer Frauen einzusetzen.
1846 kam ihr sozial-kritischer Roman Schloss und Fabrik heraus, in dem sie die bittere Not der Industriearbeiter und deren Aufbegehren beschrieb. Dieser wurde von der Zensurbehörde nach seinem Erscheinen sofort verboten und erst nach Abmilderung einiger „gefährlicher Stellen“ wieder freigegeben.
In dieser Zeit intensivierte Louise Otto ihr sozialkritisches Engagement und veröffentlichte zahlreiche gesellschaftskritische Artikel, zumeist unter dem Pseudonym „Otto Stern“, da es Frauen mit solchen öffentlichen Aktivitäten zu dieser Zeit recht schwer hatten, akzeptiert zu werden. In diesen Arbeiten warf sie zwei Forderungen mit großem Nachdruck immer wieder auf: Erstens, die Arbeitswelt für Frauen zu öffnen und zweitens, die Lebensbedingungen für Frauen zu verbessern.
Durch ihre Publikationen war Louise Otto zu einer von der Öffentlichkeit beachteten Person geworden. Ihre 1847 erschienene Gedichtsammlung Lieder eines deutschen Mädchens führten auch zu der Bezeichnung „Lerche des Völkerfrühlings“, da ihre Verse von der Aufbruchstimmung des Vormärz getragen waren. Das brachte ihr Anerkennung in demokratischen und Arbeiterkreisen ein. Diese Liedersammlung hatte sie dem bekannten Dichter Alfred Meißner gewidmet.
Im selben Jahr erschien in dem von Robert Blum herausgegebenen Vorwärts. Volkstaschenbuch für das Jahr 1847 ein bedeutender Artikel von Louise Otto Über die Theilnahme der Frauen am Staatsleben. Hierin entwickelte sie programmatische Vorschläge für eine organisierte „Frauenbewegung“ mit den Forderungen: Gleichberechtigung von Mann und Frau, Zugang der Mädchen und Frauen zur Bildung.
Weitere Veröffentlichungen von ihr in dieser Zeit  finden sich in den Zeitschriften „Constitutionelle Staatsbürger-Zeitung“, „Der Komet“, „Der Leuchtturm“, „Der Wandelstern“, „Neue Zeitschrift für Musik“, „Nord und Süd“, „Typographia“, „Unser Planet“, „Veilchen, harmlose Blätter für die moderne Kritik“ und anderen.
In Dresden hatte Louise Otto bei ihren Studien von dem fortschrittlichen deutschkatholischen Prediger Johannes Ronge gehört, den sie dann bei einer Schlesienreise aufsuchte. Bei dieser Begegnung war sie besonders angetan von der Idee der gleichberechtigten Stellung von Frauen in den deutschkatholischen Gemeinden, die sogar zuließen, dass Frauen in Kirchenämter gewählt werden.
Sowohl breite Zustimmung wie auch scharfen Widerspruch löste 1848 ihre Adresse an den hochverehrten Minister Oberländer in Dresden aus, in der Louise Otto forderte: „Meine Herren! Im Namen der Moralität, im Namen des Vaterlandes, im Namen der Humanität fordere ich Sie auf: Vergessen Sie bei der Organisation der Arbeit die Frauen nicht!“ Dabei ging es um die Besetzung einer Kommission, die zu wirtschaftspolitischen Fragen in Sachsen Vorschläge insbesondere der Arbeitsorganisation erarbeiten sollte. Sie habe daher auch für die Organisation der Frauenarbeit zu sorgen, unter anderem deshalb, um Frauen nicht in die Prostitution zu treiben. Louise Ottos Forderung, für die zu besetzende Arbeiterkommission auch Frauen zu benennen, wurde damals nahezu als Skandal empfunden. Es kam zu einem Gespräch mit den Ministern Oberländer und Georgi, in dem sie ihre Forderungen noch einmal vortrug.

### Vorkämpferin für Frauenrechte
Louise Otto organisierte nun Versammlungen zur Aufklärung über die Lage der Arbeiterinnen, sie wurde Mitbegründerin eines Vaterlandsvereins und stand in regem Austausch mit den sich zunehmend organisierenden Arbeiterinnen und Arbeitern.
Während der Märzrevolution wurde Louise Otto 1849 Herausgeberin der von ihr begründeten Frauen-Zeitung unter dem Motto „Dem Reich der Freiheit werb ich Bürgerinnen!“. Das verschärfte die Aufmerksamkeit der sächsischen Zensurbehörde auf sie. Es folgten Hausdurchsuchungen, Verhöre sowie die Auflösung der von ihr mitbegründeten Dienstboten- und Arbeiterinnenvereine .
Die Frauen-Zeitung wurde 1850 nach einem eigens für sie geänderten sächsischen Pressegesetz (Lex Otto) verboten, das seitdem Frauen die Herausgabe von Zeitungen untersagte.
Die Redaktion zog daraufhin nach Gera im benachbarten Fürstentum Reuß. Dort erfolgte 1852 ein Verbot durch ein ähnliches Gesetz.
Den Schriftsteller August Peters hatte Louise Otto in den 1840er Jahren kennengelernt. 1851 verlobte sie sich mit ihm, noch während seiner Haft in einem Gefängnis, wo er eine Strafe wegen der Teilnahme an den Revolutionskämpfen von 1848/49 verbüßen musste. Nach dem Erlass seiner Reststrafe 1856 fand am 24. November 1858 die Hochzeit statt. Danach lebte das Ehepaar ab 1859 in Leipzig.
Louise Otto-Peters arbeitete nun in Bibliotheken in Dresden und Leipzig. Außerdem schrieb sie Artikel, Rezensionen und Romane und gab mit ihrem Mann die Mitteldeutsche Volkszeitung heraus, deren Feuilleton sie leitete. 1864 starb ihr Mann.

### Gründerin und Leiterin von Frauenvereinen

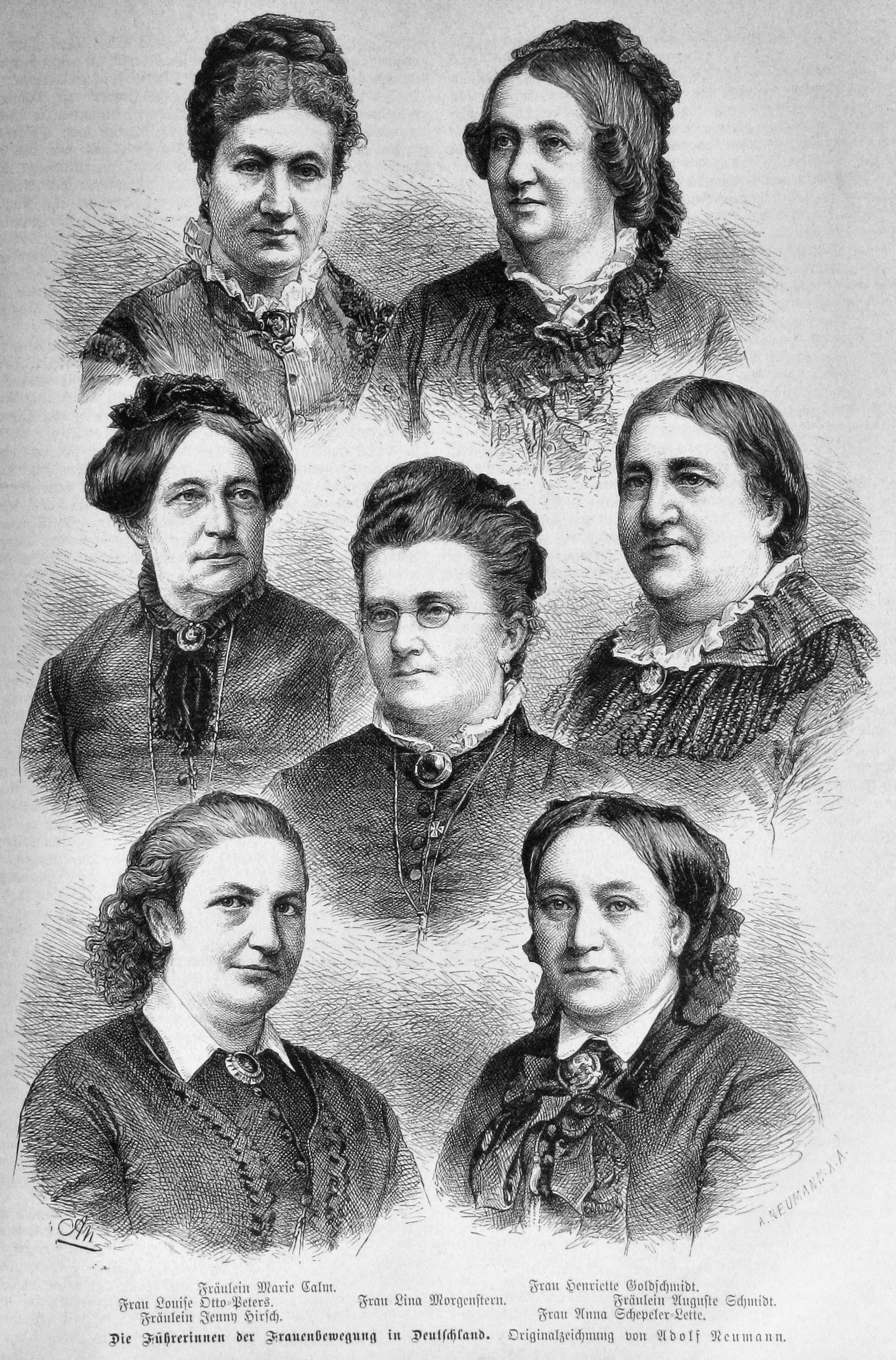
„Die Führerinnen der Frauenbewegung in Deutschland“ in der Gartenlaube 1883. Louise Otto-Peters in mittlerer Reihe links.

1865 gründete Louise Otto-Peters den Leipziger Frauenbildungsverein, zusammen mit Auguste Schmidt, Ottilie von Steyber und Henriette Goldschmidt. Außerdem berief sie noch im gleichen Jahr die erste deutsche Frauenkonferenz nach Leipzig.
Louise Otto Peters wurde Mitbegründerin des Allgemeinen Deutschen Frauenvereins (ADF), der ersten größeren Frauenrechtsorganisation im Deutschen Reich und dessen erste Vorsitzende. Ziel des Vereins waren vor allem: das Recht der Frauen auf Bildung, Recht auf Erwerbsarbeit für Frauen und den Zugang zu Hochschulstudiengängen. Louise Otto-Peters arbeitete auch in der Redaktion der Vereinszeitung Neue Bahnen mit. Als Mitherausgeberin hatte sie Kontakte zu August Bebel, Julius Mühlfeld und Ludwig Eckardt. 
Von Otto-Peters gingen Anregungen aus, Arbeiterinnen nicht nur als Zielgruppe karitativen und pädagogischen Wirkens, sondern auch als Mitstreiterinnen für die Rechte der Frau anzusprechen.  Auf dem Philosophie-Kongress 1869 in Frankfurt/Main vertrat sie den Verein mit einem eigenen Redebeitrag, um damit noch mehr Öffentlichkeit und Akteure für die Rechte der Frauen zu erreichen.

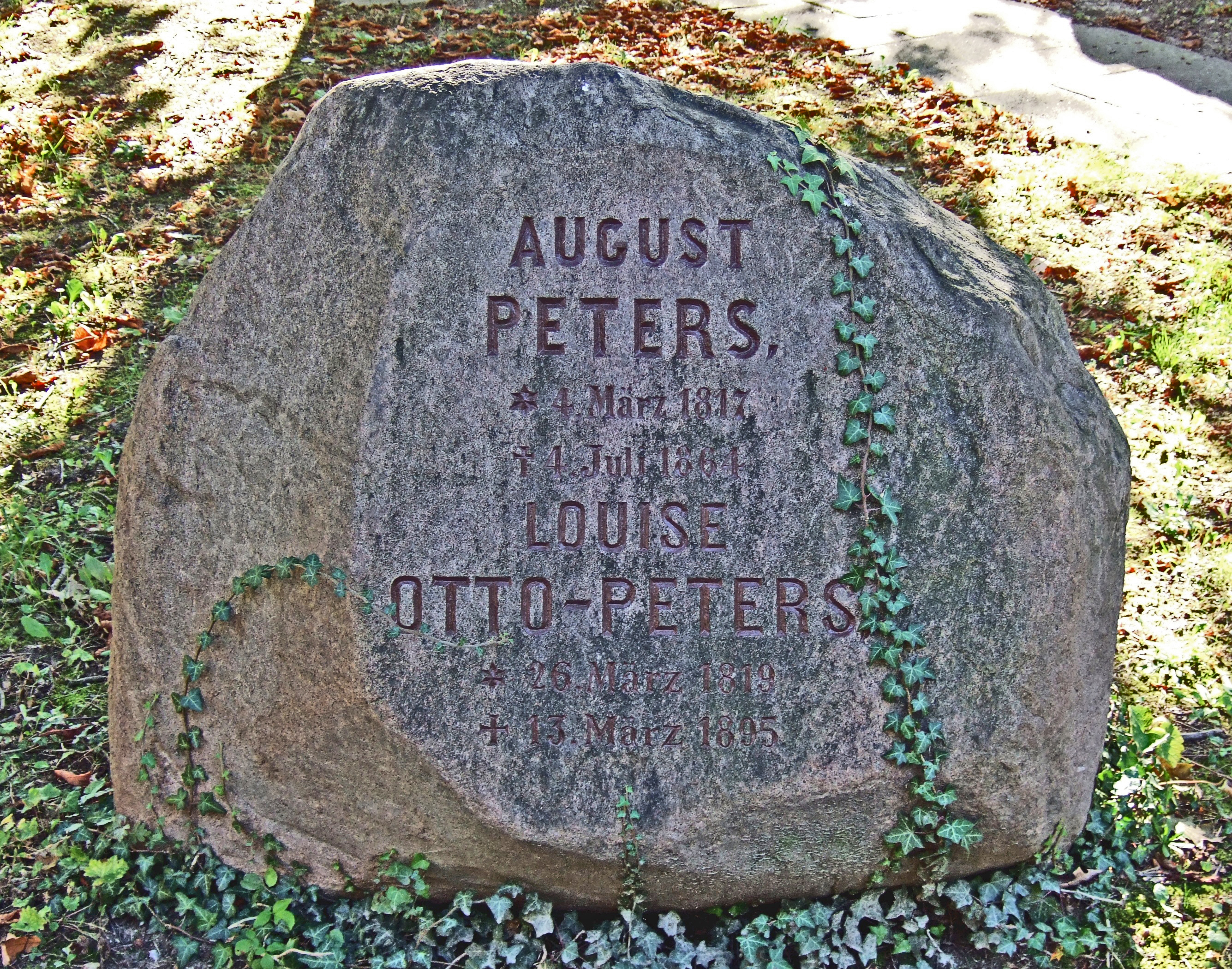
Grabstein von Louise Otto-Peters und ihrem Mann auf dem Alten Johannisfriedhof

1890 entstand auf ihre Anregung der Leipziger Schriftstellerinnen-Verein als erste weibliche literarische Gesellschaft in Deutschland. 1892 wurde sie zu dessen Ehrenmitglied ernannt.
Ihr letzter öffentlicher Auftritt war 1894 aus Anlass der Eröffnung des ersten Gymnasialkurses für Frauen und Mädchen in Leipzig.

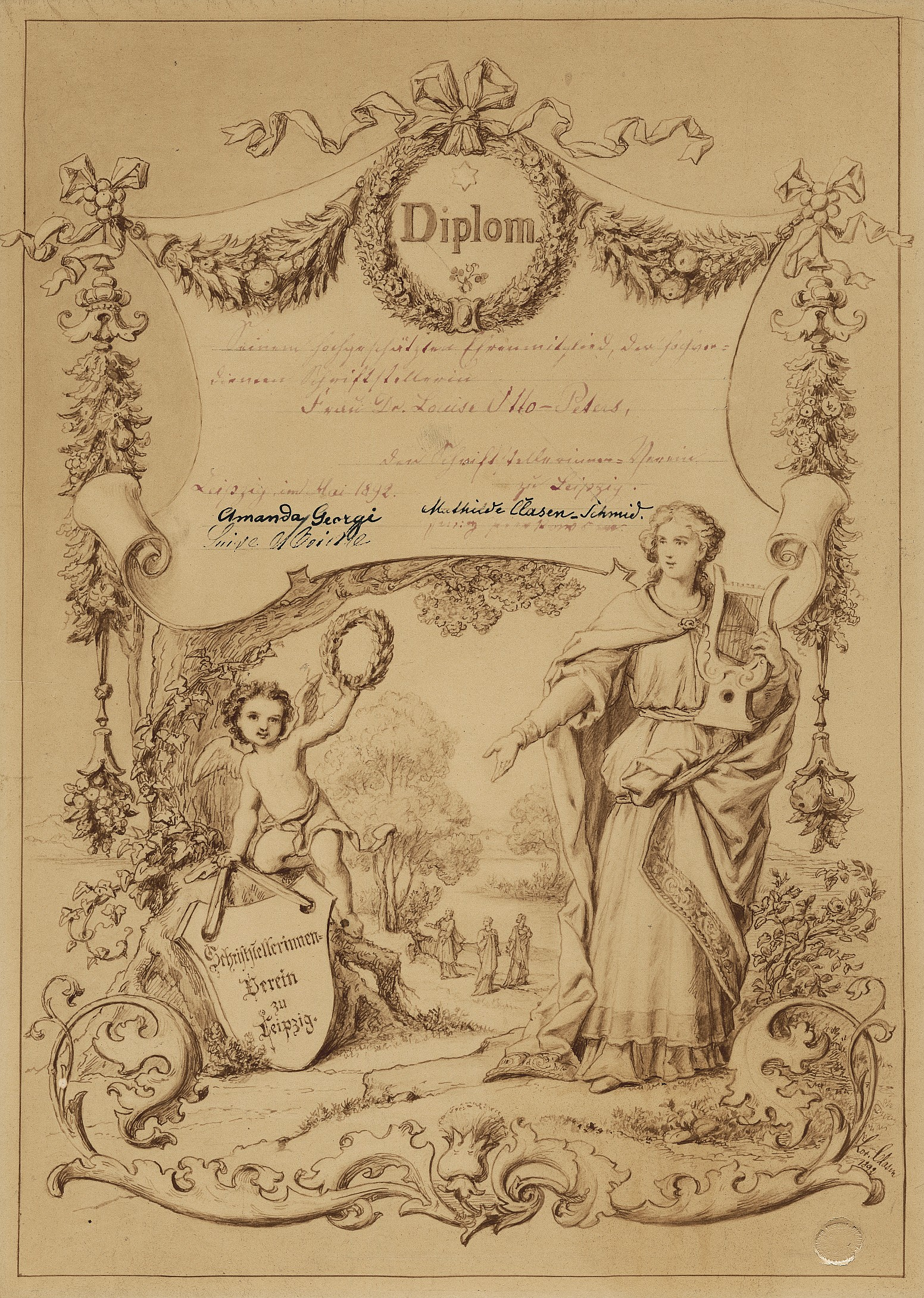
Diplom für die Ehrenmitgliedschaft des Leipziger Schriftstellerinnen-Vereins, 1892

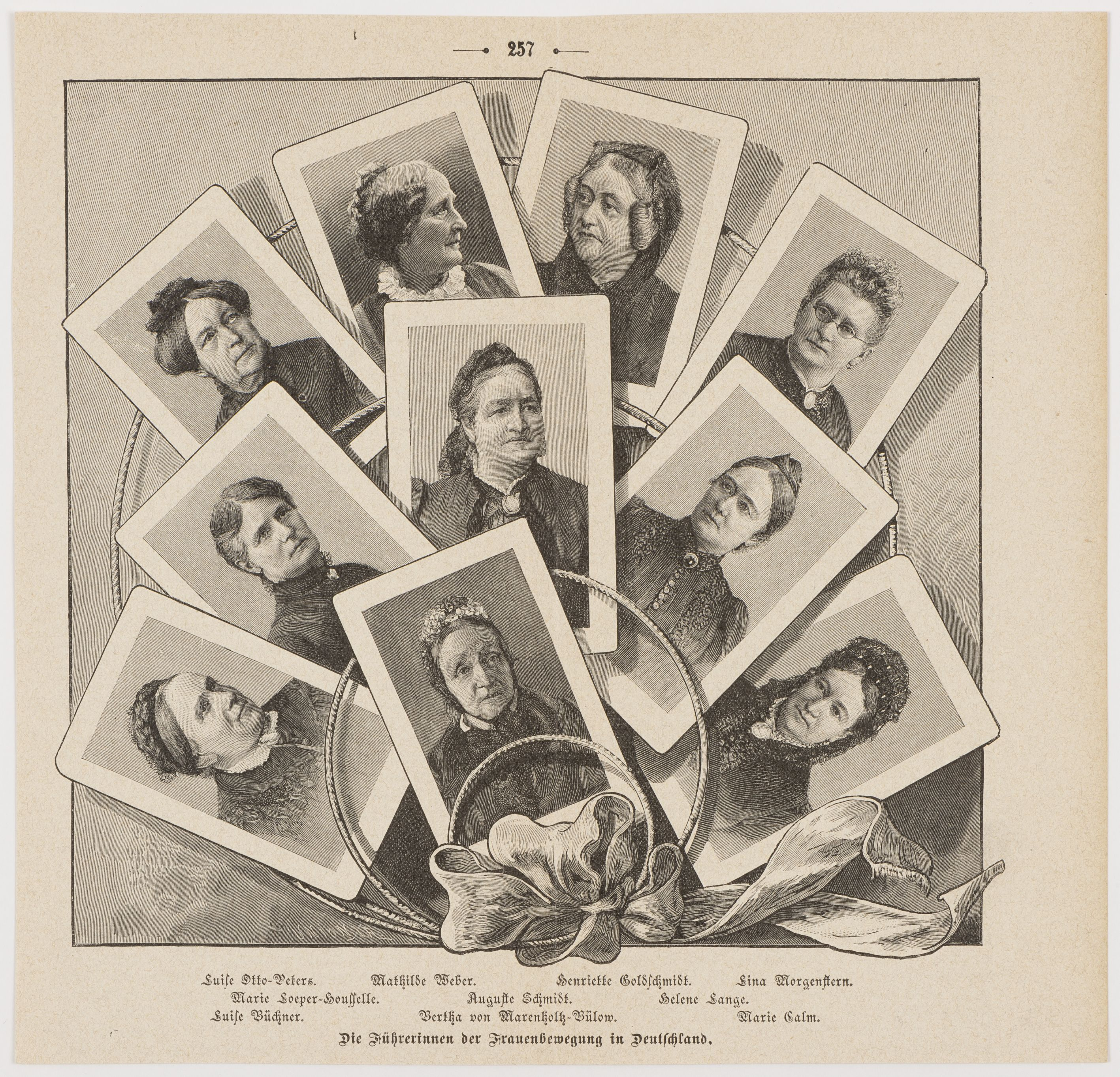
„Führerinnen der Frauenbewegung“,
Illustration aus Die Gartenlaube, 1894
L. Otto-Peters ist in der oberen Reihe die erste von links.

Am 13. März 1895 starb Louise Otto-Peters sechsundsiebzigjährig in Leipzig. Sie wurde auf dem Neuen Johannisfriedhof in Leipzig beigesetzt. Ihr Grabstein befindet sich jetzt auf dem Alten Johannisfriedhof.

## Ehrungen

### Denkmäler und Gedenktafeln

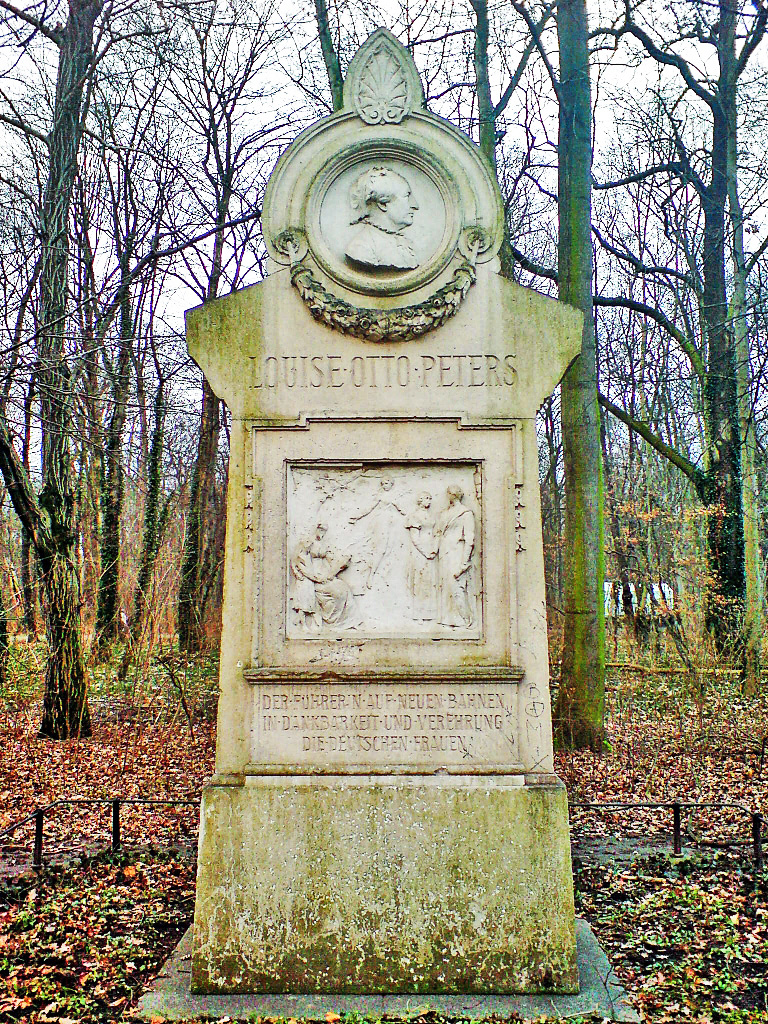
Denkmal im Leipziger Rosental

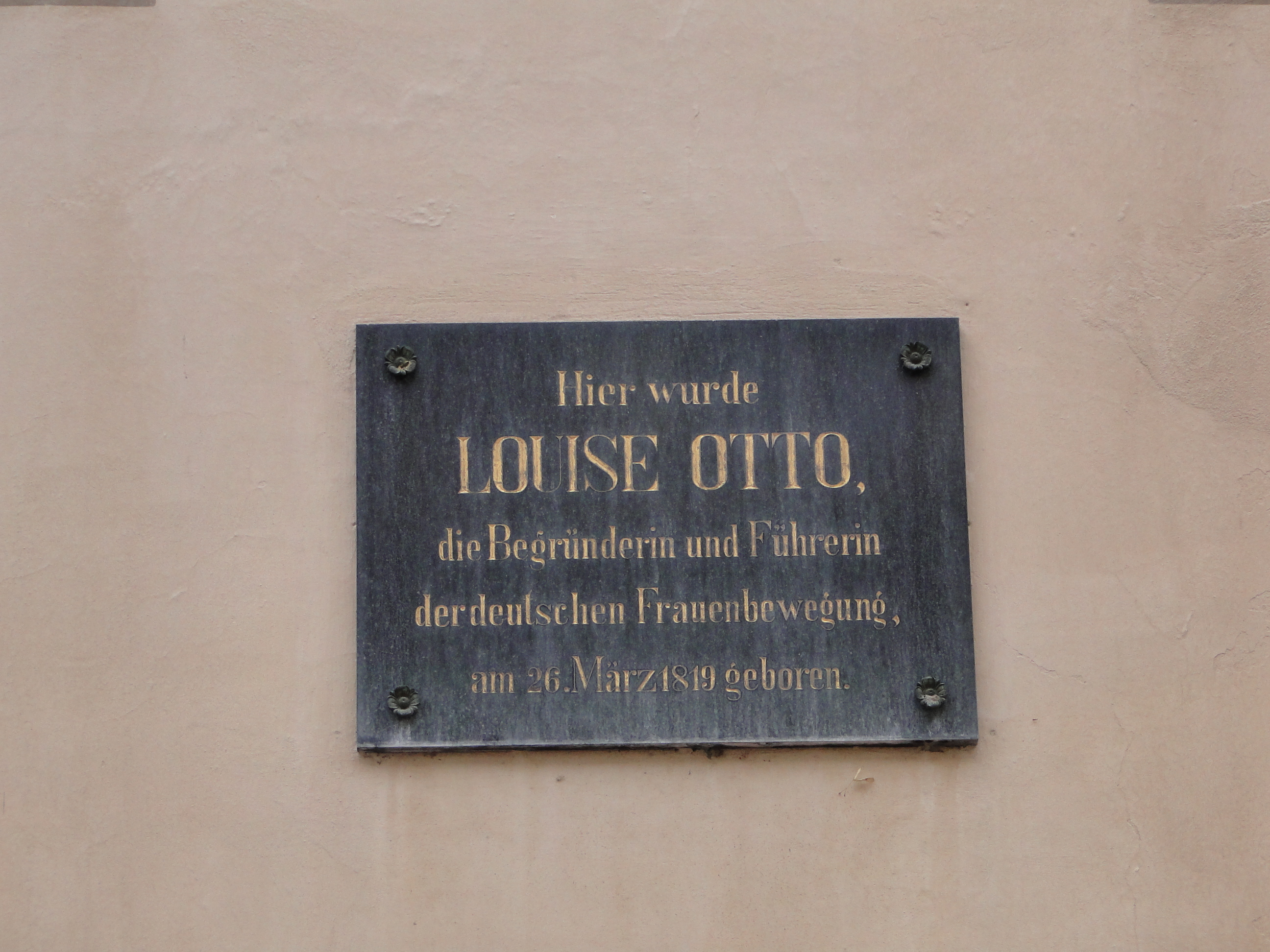
Gedenktafel am Geburtshaus in Meißen

- Louise-Otto-Peters-Denkmal in Leipzig im Rosental, 1900 gestiftet, mit Gedenktafel der Louise-Otto-Gesellschaft von 2000/2017
- Louise-Otto-Peters-Gedenkstein in Leipzig in der Kreuzstraße 31, am ehemaligen Wohnhaus, 1995 durch Louise-Otto-Peters-Gesellschaft
- Grabstein auf dem Alten Johannisfriedhof in Leipzig (umgesetzt)
- Baum für Louise Otto-Peters und Auguste Schmidt im Friedenspark (vormals Neuer Johannisfriedhof) in Leipzig, seit 2016
- Gedenktafel für Louise Otto-Peters in der Zentrale der Deutschen Bank in Leipzig, Straße des 18. Oktober
- Gedenktafel am Geburtshaus in Meißen, Baderberg 2
- Gedenktafel „frauenorte sachsen“ an der Roten Schule in Meißen, seit 2019 durch Landesfrauenrat Sachsen[13]
- Porträt in Hochschule für Technik, Wirtschaft und Kultur in Leipzig, Senatssal, von Klaus H. Zürner, 1998

### Straßen und Plätze
- Louise-Otto-Peters-Platz in Leipzig, seit 1934
- Louise-Otto-Peters-Allee in Leipzig, seit 2006
- Louise-Otto-Peters-Straße in Freiburg i. Br.
- Louise-Otto-Peters-Straße in Annaberg-Buchholz
- Louise-Otto-Peters-Straße in Halle (Saale)
- Louise-Otto-Straße in Meißen
- Luise-Otto-Peters-Weg in Hamburg-Bergedorf
- Luise-Otto-Peters-Ring in Rostock

### Einrichtungen
- Louise-Otto-Peters-Schule, Gymnasium der Stadt Leipzig, seit 2013
- Louise-Otto-Peters-Schule in Hockenheim und Wiesloch
- Seniorenzentrum Louise Otto-Peters in Meißen
- Senioren-Wohnpark Louise Otto-Peters in Annaberg-Buchholz
- NachbarinnenTreff „Louise“ in Berlin-Marzahn in der Ahrensfelder Chaussee 140A, seit 2018, durch Verein Kiek In[14]
- Luise-Otto-Peters-Schule – frühere Mädchenmittelschule in Berlin-Friedrichshain, Gubener Straße 53, gegründet am 1. Oktober 1916. Die Gebäude wurden im 2. Weltkrieg zerstört. Heute befinden sich auf dem Grundstück Wohnbauten der 1950er Jahre und eine Grünanlage.[15][16]

### Weitere Ehrungen
- Gedenkbriefmarke der Deutschen Bundespost, 1974

### Louise-Otto-Peters-Gesellschaft
Die Leipziger Louise-Otto-Peters-Gesellschaft pflegt mit bildungspolitischen Angeboten die Erinnerung an die Schriftstellerin seit 1993.

### Louise-Otto-Peters-Preis
Der Louise-Otto-Peters-Preis wird seit 2015 von der Stadt Leipzig jährlich
an Personen und Organisationen vergeben, die sich für die Förderung der Gleichstellung von Frauen und Männern in besonderem Maße engagieren. Er ist mit 5000 Euro dotiert.

## Louise Otto-Peters in Roman und Film
1954 veröffentlichte die Schriftstellerin Hedda Zinner den biografischen Roman „Nur eine Frau“ über Louise Otto-Peters. Vier Jahre später kam der daran angelehnte gleichnamige Film als DEFA-Produktion in die Kinos.

## Zitate
„Ich habe jetzt ein Ziel, einen Lebenszweck: die literarische Laufbahn. Ich strebe nicht nach Ruhm und Ehre, aber nach Einfluß aufs Ganze.“

„Ich blickte entsetzt in einen Abgrund. Lange bevor ich etwas von Socialismus und Communismus gehört und gelesen, stellte ich die Frage: warum denn die Einen in Unwissenheit, Armuth und Entbehrung dahin leben müßten und die Andern sie dafür noch verachten dürften, ja von ihrer Arbeit den eignen Mammon mehren dürften.“

„Die Teilnahme der Frauen an den Interessen des Staates ist nicht allein ein Recht, sie ist eine Pflicht der Frauen.“

„Wo sie das Volk meinen, da zählen die Frauen nicht mit.“

„Es ist ein anderes, im Tatdrang und Sturm einer bewegten Zeit auch mitzureden, nach der Tat zu dürsten – oder im Sklaventum einer kleinen Zeit auch noch mit gefesselten Händen rastlos fortzuarbeiten – und wenigstens mit den Ketten zu klirren, die man nicht lösen kann. Dies ist jetzt die Aufgabe unserer Zeitung.“

„Die Hauptsache ist aber zunächst die: daraus, dass auch die Frauen nicht nur berechtigt, sondern verpflichtet sind, sich ihren Unterhalt selbst zu verdienen, einen allgemein anerkannten Grundsatz zu machen, so werden und müssen auch alle Verhältnisse sich danach regeln.“

## Schriften (Auswahl)
- Ludwig der Kellner, Meißen 1842
- Kathinka, Leipzig 1844
- Die Freunde, Leipzig 1845

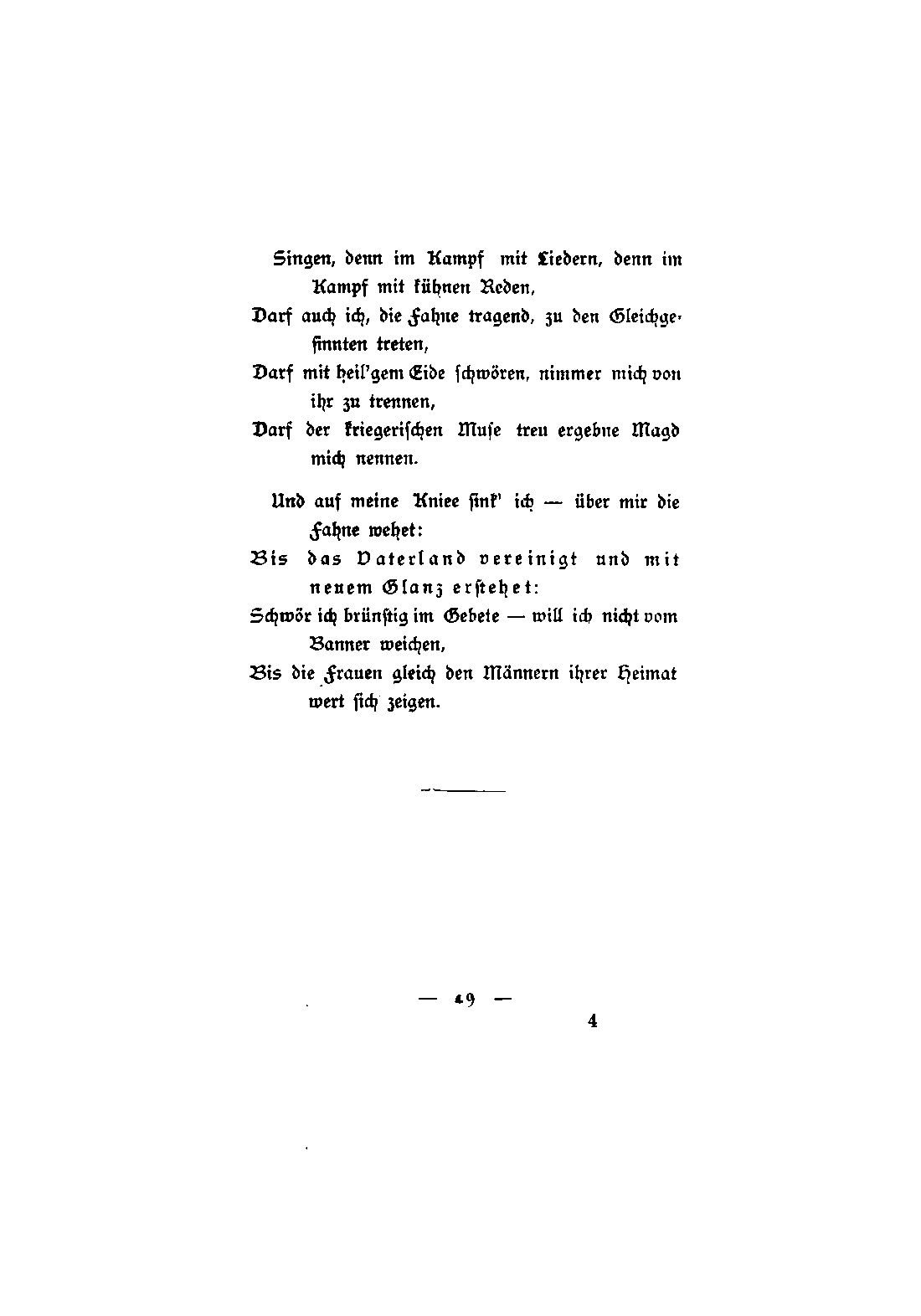
Mein Lebensgang, Gedichte 1893

- Aus der neuen Zeit. Erzählungen, Leipzig 1845
- Schloß und Fabrik. Roman. 1846 (zensiert) (1. Bd. Digitalisat und Volltext im Deutschen Textarchiv; 2. Bd. Digitalisat und Volltext im Deutschen Textarchiv; 3. Bd. Digitalisat und Volltext im Deutschen Textarchiv); erste vollständige Ausgabe LKG, Leipzig 1996 (Hg. und Nachwort Johanna Ludwig) (Volltext bei Zeno). Überarbeitete und erweiterte Neuauflage 2021, herausgegeben von Louise-Otto-Peters-Gesellschaft e. V. Mit einem Vorwort von Godula Kosack und einer Einführung von Gisela Notz, Hentrich & Hentrich Verlag, Leipzig 2021, ISBN 978-3-95565-482-5.
- Römisch und Deutsch, Leipzig 1847
- Lieder eines deutschen Mädchens, Leipzig 1847
- Über die Theilnahme der Frauen am Staatsleben. In: Vorwärts! Volks-Taschenbuch für das Jahr 1847, 5. Jahrgang. Leipzig: Robert Friese, 1847. S. 37–63.
- Ein Bauernsohn, Leipzig 1849 (Digitalisat und Volltext im Deutschen Textarchiv)
- Frauen-Zeitung, 1849–1853 (Digitalisate 1849-1852)
- Die Kunst und unsere Zeit, Großenhain 1852
- Das Recht der Frauen auf Erwerb. Blicke auf das Frauenleben der Gegenwart. 1866. Leipziger Universitäts-Verlag, Leipzig 1997, ISBN 3-931922-69-3
- Zerstörter Friede. Roman. Jena 1866 (online – Internet Archive)
- Frauenleben im Deutschen Reich: Erinnerungen aus der Vergangenheit mit Hinweis auf Gegenwart und Zukunft. Schäfer, Leipzig 1876 (online – Internet Archive). Nachdrucke: Hüttemann, Paderborn 1988, ISBN 3-927029-02-5; Beas-Edition, Lage 1997, ISBN 3-932405-02-1; Hofenberg Sonderausgabe, Berlin 2015, ISBN 978-3-8430-9714-7
- Mein Lebensgang. Gedichte aus 5 Jahrzehnten. Schäfer, Leipzig 1893 (online – Internet Archive)
- Geistliche Fürsten und Herren in Deutschland bis zur Säkularisation 1803. Heinrich Matthes, Leipzig 1869.
- Die Nachtigall von Werawag (Roman), Freiburg 1887.
- Das erste Vierteljahrhundert des Allgemeinen deutschen Frauenvereins., Leipzig 1890
- Mein Lebensgang. Gedichte aus fünf Jahrzehnten, Leipzig 1893

### Monographien zu Leben und Werk
- Johanna Ludwig: Eigner Wille und eigne Kraft: Der Lebensweg von Louise Otto-Peters bis zur Gründung des Allgemeinen Deutschen Frauenvereins 1865. Nach Selbstzeugnissen und Dokumenten. Leipziger Universitätsverlag 2014, ISBN 978-3-86583-846-9.
- Carol Diethe: The life and work of Germany’s founding feminist Louise Otto-Peters (1819–1895). Edwin Mellen Press, Lewiston 2002, ISBN 0-7734-7048-4.
- Ilse Nagelschmidt; Johanna Ludwig (Hrsg.): Louise Otto-Peters. Politische Denkerin und Wegbereiterin der deutschen Frauenbewegung. Sächsische Landeszentrale für politische Bildung, Dresden 1996.
- Johanna Ludwig, Hannelore Rothenburg (Redaktion): "Mit den Muth'gen will ich's halten". Zur 150jährigen aufregenden Geschichte des Romans "Schloß und Fabrik". Mit der 1994 wiederaufgefundenen vollständigen Zensurakte. Hrsg. von der Louise-Peters-Gesellschaft e. V. Sax-Verlag, Beucha 1996, ISBN 3-930076-34-9.
- Johanna Ludwig, Rita Janek (Hrsg.): Louise Otto-Peters. Literarisches und publizistisches Werk. Katalog zur Ausstellung. Leipziger Universitätsverlag 1995. Auszüge
- Christine Otto: Variationen des „poetischen Tendenzromans“. Das Erzählwerk von Louise Otto-Peters. Centaurus, Pfaffenweiler 1995, ISBN 3-89085-900-3.
- Ruth-Ellen Boetcher Joeres: Die Anfänge der deutschen Frauenbewegung: Louise Otto-Peters. Fischer, Frankfurt 1983, ISBN 3-596-23729-7.
- Cordula Koepcke: Louise Otto-Peters. Die rote Demokratin. Freiburg 1981.
- Ute Gerhard, Elisabeth Hannover-Drück, Romina Schmitter (Hrsg.): „Dem Reich der Freiheit werb’ ich Bürgerinnen“. Die „Frauen-Zeitung“ von Louise Otto. Frankfurt 1979.
- Jeanne Berta Semmig: Louise Otto-Peters. Lebensbild einer deutschen Kämpferin. Union Verlag, Berlin 1957.

### Kurzbiographien
- Helmut Roob, Günter Scheffler: Otto-Peters, Luise. In: Dies.: Gothaer Persönlichkeiten. Taschenlexikon. 2. Auflage. RhinoVerlag, Ilmenau 2006, ISBN 3-932081-37-4, S. 94.

- Ruth-Ellen Boetcher-Joeres: Otto-Peters, Louise. In: Neue Deutsche Biographie (NDB). Band 19, Duncker & Humblot, Berlin 1999, ISBN 3-428-00200-8, S. 715 f. (Digitalisat).
- Irene Duchrow, Dietrich Nummert: Dem Reich der Freiheit werb’ ich Bürgerinnen. Louise Otto-Peters, Begründerin der deutschen Frauenbewegung. (Manuskript). Rundfunkvortrag im Deutschlandsender, Kultur, 11. Mai 1991.
- Norgard Kohlhagen: Louise Otto-Peters. In: Hans Jürgen Schultz (Hrsg.): Frauen. Porträts aus zwei Jahrhunderten. Stuttgart 1981.
- Ludwig Fränkel: Louise Otto-Peters. In: Allgemeine Deutsche Biographie (ADB). Band 52, Duncker & Humblot, Leipzig 1906, S. 737–742.

### Aufsätze und Erwähnungen
- Susanne Schötz: Louise Otto-Peters (1819–1895): «Dem Reich der Freiheit werb’ ich Bürgerinnen». In: Frank-Walter Steinmeier (Hrsg.): Wegbereiter der deutschen Demokratie. 30 mutige Frauen und Männer 1789–1918. C.H. Beck, München 2021, S. 251–264.

- Bundeszentrale für politische Bildung (Hrsg.): Louise Otto-Peters. In: Aus Politik und Zeitgeschichte (APuZ). Nr. 8, 2019. Digitalisat
- Susanne Schötz: Politische Partizipation und Frauenwahlrecht bei Louise Otto-Peters. In: Hedwig Richter, Kerstin Wolff (Hrsg.): Frauenwahlrecht. Demokratisierung der Demokratie in Deutschland und Europa. Hamburger Edition, Hamburg 2018, S. 187–220.
- Stephan Meder, Arne Duncker, Andrea Czelk: Die Rechtsstellung der Frau um 1900. Eine kommentierte Quellensammlung. Böhlau Verlag, Köln u. a. 2010, ISBN 978-3-412-20577-5, S. 654–667.
- Christine Susanne Rabe: Gleichwertigkeit von Mann und Frau. Die Krause-Schule und die bürgerliche Frauenbewegung im 19. Jahrhundert. Böhlau Verlag, Köln 2006, ISBN 3-412-08306-2, Zugl. Diss. phil. Universität HannoverS. 50f.
- Ute Gerhard: Unerhört. Die Geschichte der deutschen Frauenbewegung. Unter Mitarb. v. Ulla Wischermann. Rowohlt, Reinbek 1990.
- Hans Adler: Soziale Romane im Vormärz. Fink, München 1980.
- Wendelin Weißheimer: Erlebnisse mit Richard Wagner, Franz Liszt und vielen anderen Zeitgenossen. Stuttgart 1898.

### Louise-Otto-Peters-Gesellschaft
- Susanne Schötz: 20 Jahre Louise-Otto-Peters-Gesellschaft in Leipzig. In: Jahrbuch für Forschungen zur Geschichte der Arbeiterbewegung, 3, 2013.
- Susanne Schötz: Völkerschlacht und Frauenschlacht zu Leipzig: Über Louise Otto-Peters und die Gründung des Allgemeinen Deutschen Frauenvereins zum Jahrestag der Völkerschlacht. In: Susanne Schötz, Gerlinde Kämmerer, Hannelore Rothenburg: Louise-Otto-Peters-Jahrbuch IV/2014. Forschungen zur Schriftstellerin, Journalistin, Publizistin und Frauenrechtlerin Louise Otto-Peters (1819 – 1895). Sax Verlag, Markkleeberg 2014, LOUISEum 35. ISBN 978-3-86729-147-7.